# Diocèse de Málaga-Soatá
Le diocèse de Málaga-Soatá (en latin : Dioecesis Malagensis-Soatensis ; en espagnol : Diócesis de Málaga-Soatá) est un diocèse de l'Église catholique en Colombie, suffragant de l'archidiocèse de Bucaramanga.  

## Territoire

Il comprend les municipalités de Capitanejo, Carcasí, Cepitá, Cerrito, Concepción, Enciso, Guaca, Macaravita, Málaga, Molagavita, San Andrés, San José de Miranda et San Miguel du département de Santander et les municipalités de Boavita, Chiscas, Covarachía, El Cocuy, El Espino, Guacamayas, Güicán, La Uvita, Panqueba, San Mateo, Susacón, Soatá et Tipacoque du département de Boyacá.
Il possède un territoire d'une superficie de 7 466 km2 divisé en 31 paroisses. Le siège épiscopal est dans la ville de Málaga où se trouve la cathédrale de l'Immaculée-Conception. À Soatá se trouve la cocathédrale de l'Immaculée-Conception.

## Histoire
Le diocèse est érigé le 7 juillet 1987 par la constitution apostolique Quo efficacius providetur du pape Jean-Paul II en prenant une partie du territoire du diocèse de Duitama et de l'archidiocèse de Bucaramanga dont Málaga-Soatá devient suffragant.
Par la lettre apostolique  Christifideles dioecesi du 28 janvier 1995, Jean-Paul II reconnaît que la Vierge Marie vénérée sous le vocable de l'Immaculée Conception est la patronne principale du diocèse.

## Évêques
- Hernán Giraldo Jaramillo (7 juillet 1987 - 19 janvier 2001) nommé évêque de Buga
- Darío de Jesús Monsalve Mejía (25 juillet 2001 - 3 juin 2010) nommé archevêque coadjuteur de Cali
- Víctor Manuel Ochoa Cadavid (24 janvier 2011 - 24 juillet 2015) nommé évêque de Cúcuta
- José Libardo Garcés Monsalve (29 juin 2016 - 4 octobre 2021) nommé évêque de Cúcuta
- Félix María Ramírez Barajas depuis le 16 juillet 2022